# Mei Feingold

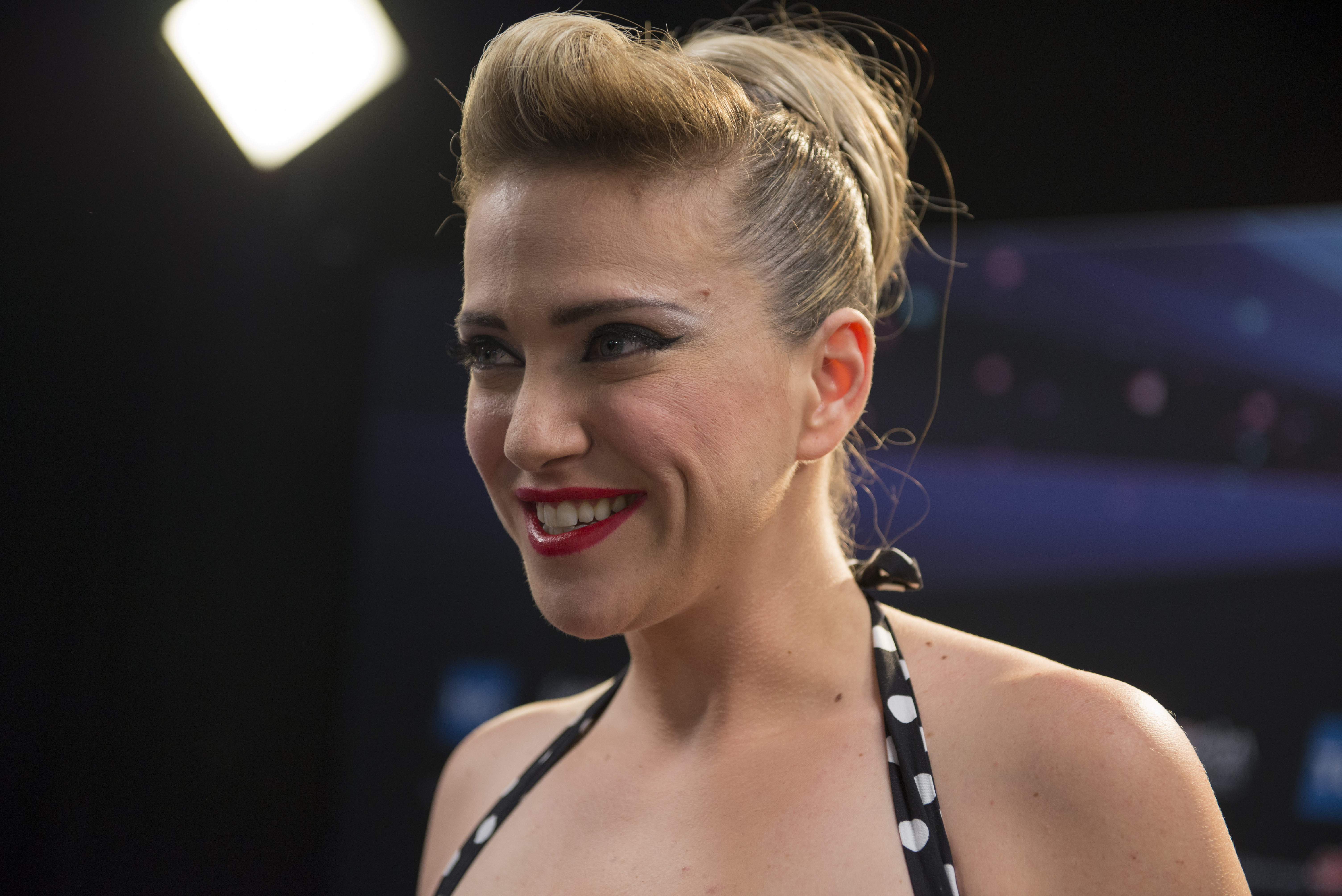
Mei Feingold (2014)

Mei Feingold (hebräisch מיי פיינגולד; * 16. Dezember 1982 in Rischon LeZion; häufig auch in englischer Transkription Mei Finegold) ist eine israelische Sängerin. Bekanntheit erlangte sie 2009 durch ihre Teilnahme an der siebten Staffel der Castingshow Kochav Nolad, in der sie letztlich den dritten Platz belegte.

## Werdegang
Bekanntheit erlangte sie in Israel außerdem durch ihre Band Disiac und ihre Arbeit im Cameri-Theater in Tel Aviv.
Am 11. Januar 2014 bestätigte das israelische Fernsehen IBA, dass Feingold das Land beim Eurovision Song Contest 2014 in Kopenhagen vertreten würde. Im März 2014 wurde zwischen drei verschiedenen Liedern das Lied Same Heart für den Wettbewerb ausgewählt. Mit ihrem Auftritt beim zweiten Halbfinale konnte sie sich jedoch nicht fürs Finale qualifizieren.